# Bukit Menyan
Bukit Menyan is een bestuurslaag in het regentschap Kepahiang van de provincie Bengkulu, Indonesië. Bukit Menyan telt 804 inwoners (volkstelling 2010).